# Château Caillou
El château Caillou es un dominio vitícola de 18 hectáreas situado en Barsac en el departamento francés de la Gironda. El vino blanco dulce que produce, dentro de la AOC Barsac, está clasificado entre los segundos "crus" dentro de la Clasificación Oficial del Vino de Burdeos de 1855.